# Cryptanura strenua
Cryptanura strenua är en stekelart som först beskrevs av Cresson 1865.  Cryptanura strenua ingår i släktet Cryptanura och familjen brokparasitsteklar. Inga underarter finns listade i Catalogue of Life.